# David Kantilla
David Kantilla (* 1938 auf der Bathurst-Insel; † 1978 ebenda), in Tiwi-Sprache auch Amparralamtua genannt, war der erste „reinrassige“ Aborigine, der in einer der höchsten Football-Ligen (SANFL) in Südaustralien im Jahre 1961 spielte. Er war ein Aborigine der Tiwis.

## Leben und Wirken
Kantilla spielte zuerst beim St. Marys Football Club im Northern Territory, der insbesondere Aborigines-Spieler förderte und zahlreiche Pokalerfolge erzielte. 1961 wechselte er zu den Panthers South Adelaide und festigte in dieser Mannschaft seine Position, als er 6 Goals gegen die Glenelg-Tigers vorbereitete. Er spielte die nächsten 6 Seasons 113 Spiele. Kantilla vertrat South Australia in den Jahren 1964 und 1965 in 4 Spielen gegen australische Mannschaften der Bundesstaaten. Er war zweimal Gewinner des Knuckey Cup von South Adelaide als bester und fairster Spieler. In seiner Karriere bei den Panthers erzielt er 106 Goals. Er beendete nach seinem Aufenthalt bei den Panthers seine spielerische Karriere und ging als Berater des Coaches von St. Marys in die Northern Territory zurück. Er war wesentlich am Endspiel gegen Darwin in der Saison 1968/69 beteiligt. 
Kantilla kam im Jahre 1978 bei einem Verkehrsunfall auf der Bathurst-Insel ums Leben. 27 Jahre später wurde Kantilla zu einem der Spieler des Jahrhundertteams der footballspielenden Aborigines ernannt und ging in die Ehrenhalle des South Adelaide Football Club ein.